# Diseño Cívico
El diseño cívico es el ámbito del diseño que incorpora en sus prácticas la inteligencia colectiva, la innovación cívica y el diseño abierto aplicadas al territorio.[cita requerida]

Se trata de un ámbito profesional transdisciplinar que recoge a arquitectos, urbanistas, sociólogos, antropólogos, geógrafos, politólogos o filósofos entre otros, y que viene a complejizar otras prácticas en torno al diseño de la ciudad y al pensamiento de lo social como el diseño urbano o la innovación social, asumiendo la complejidad política del territorio.

## Contexto
Tras un periodo en el que se promueve la innovación y el cambio desde el emprendimiento social, surge desde diferentes sectores profesionales, principalmente relacionados con lo urbano y la ciudad, la necesidad de reformular el ámbito el diseño y conceptos como el de innovación social.

Desafortunadamente el concepto de Innovación Social se ha vuelto un comodín para cualquier política territorial, con el peligro de acabar siendo una estéril apuesta por el “emprendedurismo social” sin haber generado la necesaria relación con la realidad y el capital humano, social y económico del territorio.
Domenico di Siena

La principal crítica que se realiza sobre el carácter "social" de estas prácticas trata sobre la desvinculación en última instancia para con el tejido humano, cultural, económico y sobre todo político de los territorios sobre los que actúa así como sobre sus lógicas de funcionamiento, predefinidas para contextos y ecosistemas particulares. 
Surge el término de "cívico" como "perteneciente a la ciudad" intentando acuñar su carácter político, es decir, los mecanismos de organización en el territorio.

## Prácticas relacionadas

### Dream Hammar

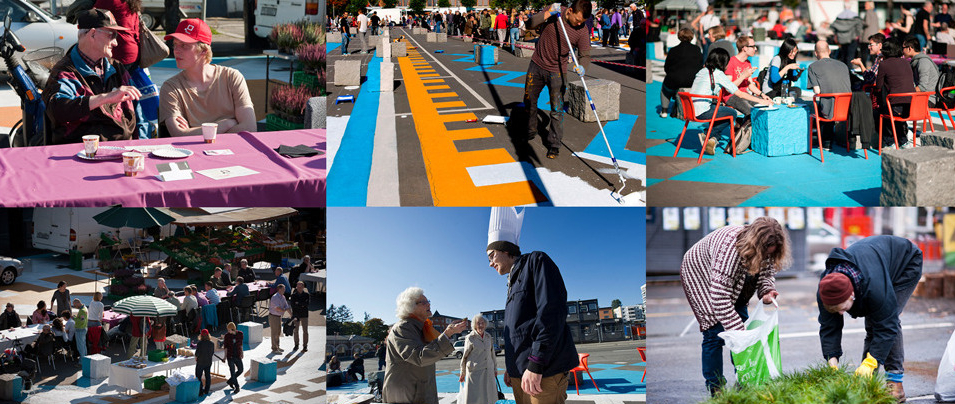
Talleres durante el proceso Dreamhamar.

Dreamhamar es un proceso de diseño abierto para la rehabilitación de la plaza pública Stortorget Square in Hamar, Norway dirigido por la oficina de arquitectura y urbanismo Ecosistema Urbano. Durante 2011-2012, ciudadanos tomaron parte de proceso de lluvia de ideas colectivo que definiría su nueva plaza. Se trató de un planteamiento pionero para la construcción de nuevos espacios públicos o la transformación de espacios públicos existentes a través de talleres, conferencias, acciones urbanas, comunicación y herramientas de participación. El proyecto involucró a los diferentes agentes afectados para hacerlos pasar a formar parte de la comunidad Dreamhamar y participar de alguna de las siete áreas de trabajo que actualmente han sido desarrolladas.

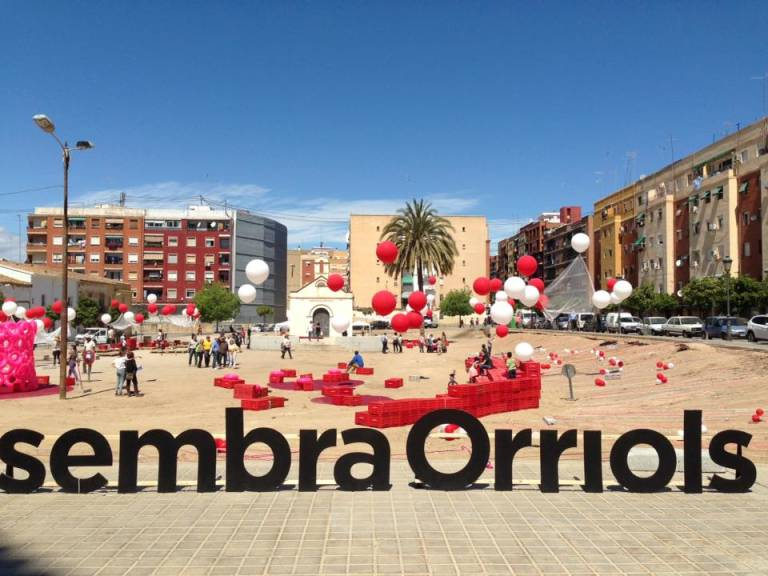
Imagen del tercer taller "Transforma Orriols", realizado durante el proceso Sembra Orriols.

### Sembra Orriols
Sembra Orriols es un proceso participativo desarrollado en 2016 para la rehabilitación de un espacio en desuso conocido como "solar de la ermita" en el barrio valenciano de Orriols. El proceso fue dirigido conjuntamente por los equipos de Carpe Via y contexto [arquitectura]. 

### CASINOabierto
Casinoabierto es una primera fase para la rehabilitación de las instalaciones de un centro sociocultural privado con más de cien años de historia de Puerto del Rosario, El Casino El Porvenir, Fuerteventura, Canarias, España.

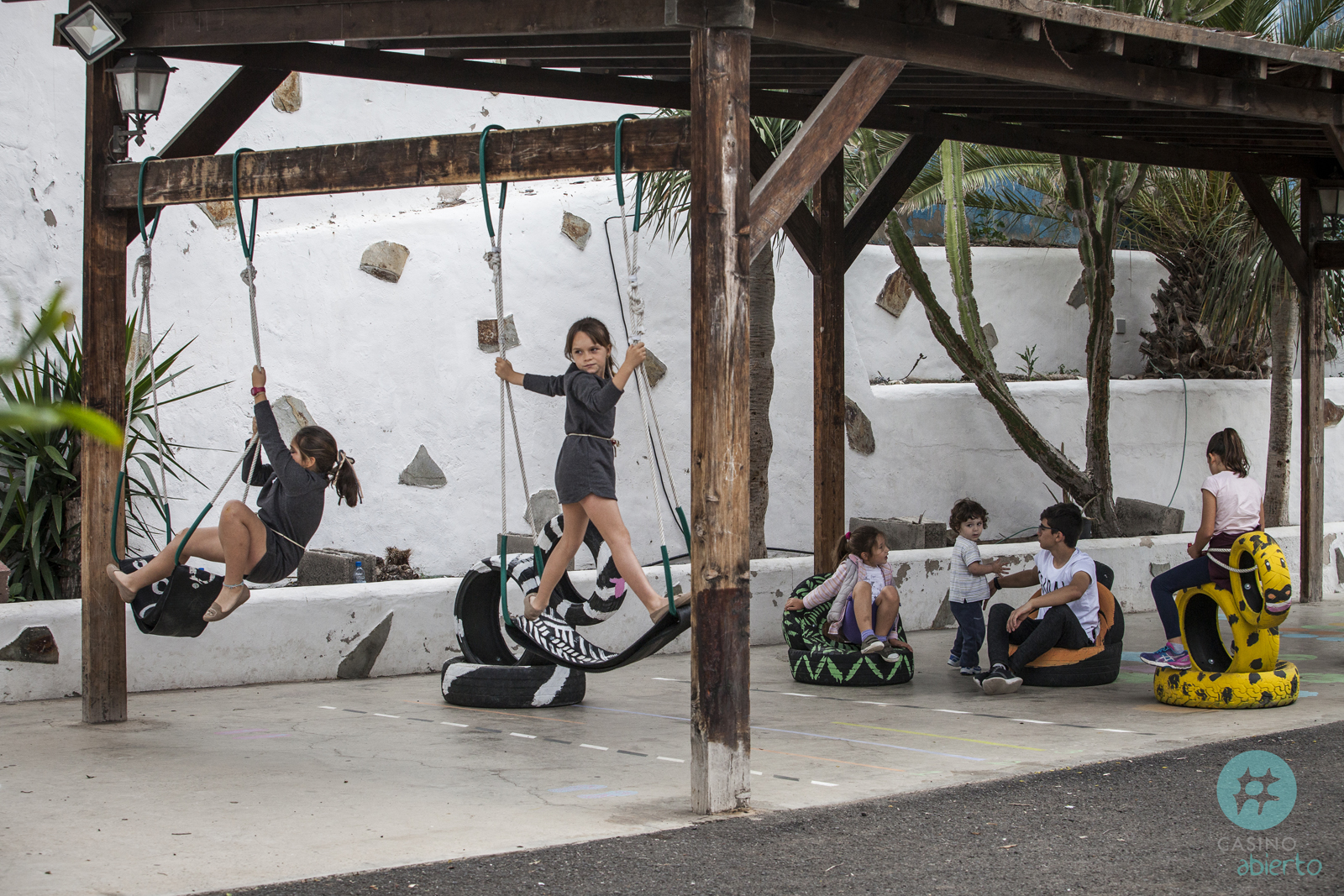
Jornada #viveCASINO, durante el proceso de socialización CASINOabierto.

Coordinado por el equipo de arquitectura y biourbanismo fasebase se trata de un proceso de participación y socialización que pretende generar una comunidad activa en torno a lo cultural, social, deportivo o lúdico que ayude a mejorar y dinamizar las instalaciones. El objetivo es conseguir un centro más abierto para su uso común a través de la inteligencia colectiva, el diseño colaborativo y el empoderamiento de la comunidad.

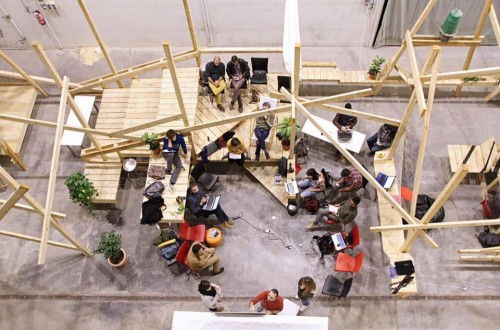
Encuentro de la comunidad CivicWise durante la segunda semana del programa Civic Factory Fest

### Civic Factory Fest
El Civic Factory Fest es un espacio para la construcción colectiva de la ciudad. Se trata de una plataforma que promueve la confluencia entre los distintos actores que construyen y habitan la ciudad: sector público, ciudadanía, universidad, sector privado, entidades culturales y profesionales. Así, desde Civic Factory se promueven dinámicas colaborativas que llevan a estos actores a compartir sus recursos, conocimientos, habilidades y experiencia frente a la ciudad para dar respuesta a los problemas de la misma.